# وی‌دی‌آر۲
وی‌دی‌آر۲ (به آلمانی: WDR 2) یک کانال رادیویی در آلمان است که تمرکزش بر روی موسیقی پاپ معاصر برای مخاطبین بزرگسال است و رویدادهایی ورزشی مانند مسابقات فوتبال بوندسلیگا را نیز پوشش می‌دهد.